# Pelochares versicolor
Pelochares versicolor är en skalbaggsart som först beskrevs av Joseph Waltl 1838.  Pelochares versicolor ingår i släktet Pelochares och familjen lerstrandbaggar. Arten har ej påträffats i Sverige. Inga underarter finns listade i Catalogue of Life.